# عمر عصر
عُمر عَصر (دسوق 22 يوليو 1991 - ...)، لاعب تنس طاولة مصري. فاز بالميدالية الفضية في الفردي والذهبي في اللعب الجماعي في دورة الألعاب العربية 2011 بالدوحة. كما شارك في الألعاب الأولمبية الصيفية 2012 في فردي الرجال، لكنه خسر في الجولة الثانية. وهو شقيق لاعب تنس الطاولة خالد عصر.

## النشأة
بدأ عمر عصر المسيرة الرياضية في نادى دسوق الرياضي برعاية من والده، وكان مسئولا للعبة تنس الطاولة بالنادى، وعمه ماهر عصر وكان محاضرًا دوليًّا للعبة ذاتها، وقد بدأ عمر وهو في سن الرابعة واستمر حتى التاسعة مع شقيقه الأصغر خالد. وعندما بلغ 12 سنة أشركه علاء مشرف في أول بطولة للأندية العربية باليمن، ليكون أصغر اللاعبين، ليفوز النادى الأهلى بها بعد غياب فترة طويلة انضم بعدها لفريق الرجال.

## مسيرته
فاز عمر بذهبية البطولة الأفريقية لعام 2005 ومنحه رئيس الاتحاد الدولى أدهم شرارة مكافأة، وأصبح عمر عصر المصنف رقم واحد على الدورى السويدى في عمر الـ16، وعاد إلى مصر، ليتلقى عدة عقود للاحتراف، وبعد موافقته واستمراره في حصد الجوائز حصل على لقب أفضل لاعب، وجاء في المركز الثالث، وأصبح أفضل ناشئ تنس طاولة في العالم. وفاز بالمركز الثاني ببطولة كأس العالم للناشئين باليابان عام 2000، وفي مارس 2018 نجح عمر عصر في التتويج بالبطولة الأفريقية في كينيا، وتأهل إلى كأس العالم 2018. ونجح عمر في التأهل لمونديال تنس الطاولة من خلال التصنيف العالمي، حيث يحتل عمر المركز 21 عالميا حاليا وهو أفضل مركز يصل إليه لاعب عربي وأفريقي في التاريخ.